# Warszawa oskarża

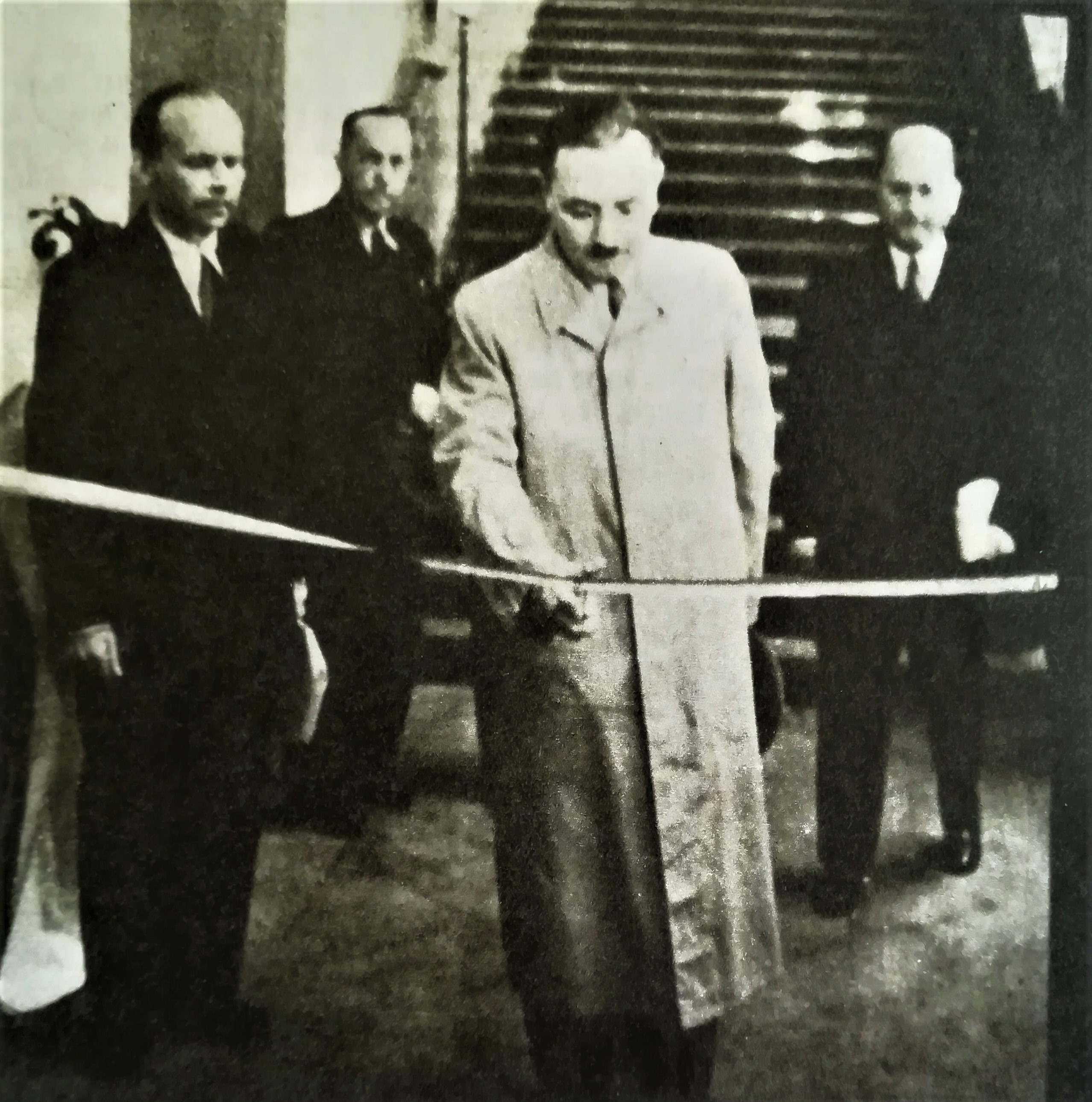
Otwarcie wystawy przez Bolesława Bieruta

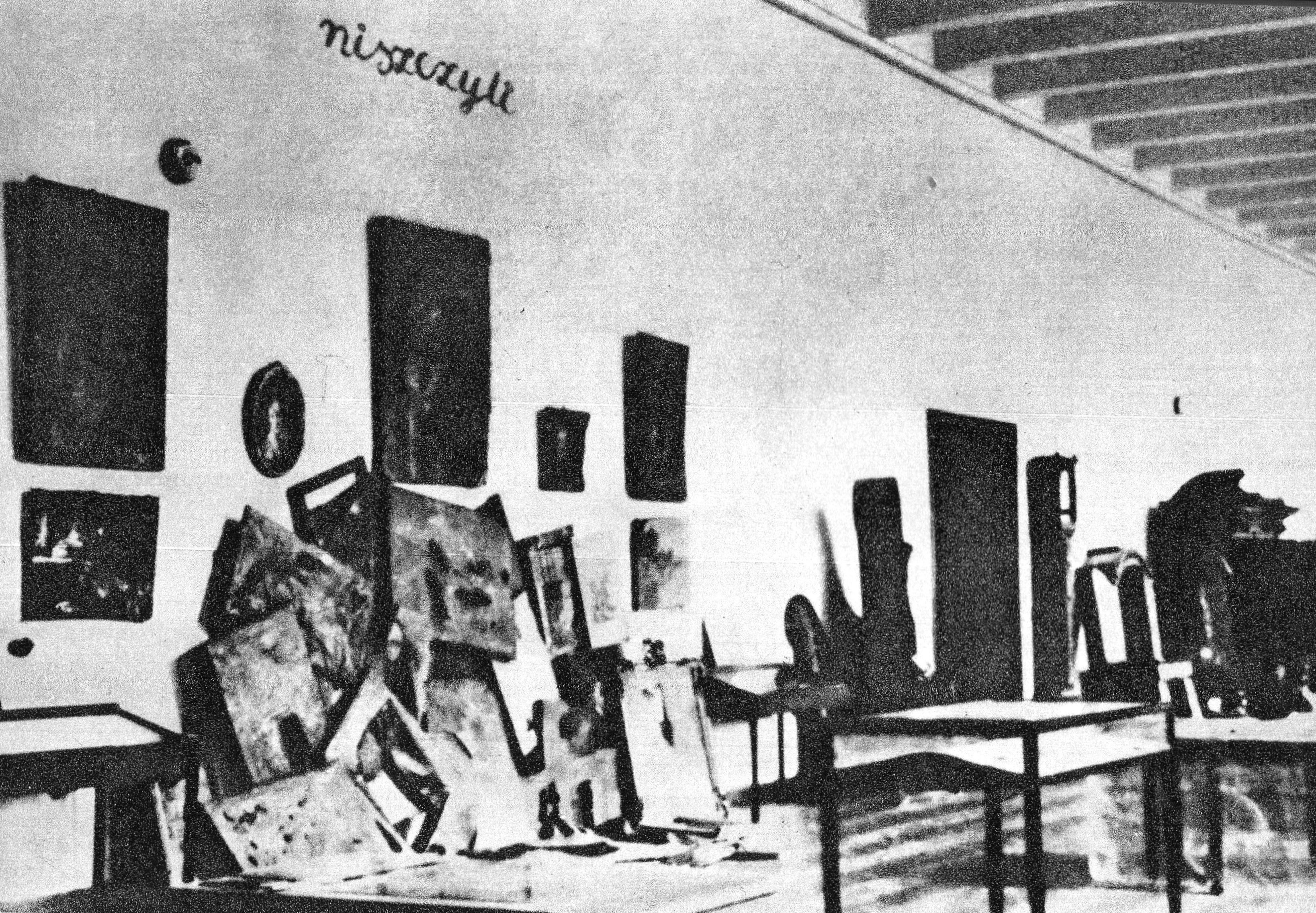
Fragment wystawy pokazujący zniszczenia galerii malarstwa polskiego i obcego

Warszawa oskarża – pierwsza wystawa zorganizowana w Muzeum Narodowym w Warszawie po wycofaniu się Niemców z okupowanej w czasie II wojny światowej Warszawy. Trwała od 3 maja 1945 do 28 stycznia 1946 (choć pierwotnie planowano ją na okres do czerwca 1945). Wystawa przedstawiała dewastację kultury polskiej przez nazistowskie Niemcy. Powstała z inicjatywy Stanisława Lorentza, dyrektora Muzeum Narodowego, wspieranego przez Biuro Odbudowy Stolicy (BOS). 

## Opis
Wystawa przedstawiała zniszczenia zabytków architektury i sztuki, archiwów, bibliotek, muzeów, zbiorów prywatnych, dokumenty przedstawiające planowaną akcję grabieży i zniszczeń. Znalazły się na niej m.in. posąg Zygmunta III Wazy ze zniszczonej kolumny i zdewastowane eksponaty muzealne (między innymi strzaskana ceramika, potłuczone reliefy i rzeźby, zniszczone sarkofagi i mumie, podziurawione kulami lub pocięte obrazy i gobeliny, zniszczone akta). 
Na wystawie umiesczono także zdjęć Zofii Chomętowskiej i Edwarda Falkowskiego. Ich zdjęcia przedstawiały przedwojenną (Chomętowska) i zburzoną, powojenną Warszawę (Chomętowska, Falkowski). Na wystawie znalazły się również zdjęcia Marii Chrząszczowej. 
W przygotowaniu wystawy pomagali między innymi architekt i urbanista Jerzy Hryniewiecki, architekci Jerzy Staniszkis, Stanisław Zamecznik, Maciej Nowicki oraz Tadeusz Przypkowski (Zofia Chomętowska i Tadeusz Przypkowski byli pomysłodawcami części fotograficznej). Komisarzem wystawy z ramienia BOS był Stanisław Albrecht. 
Wystawa gościła następnie w Tokio, Moskwie, Londynie, Paryżu, Nowym Jorku, Budapeszcie, Pradze i Berlinie.